# Cirratulus sinincolens
Cirratulus sinincolens är en ringmaskart som beskrevs av Chamberlin 1919. Cirratulus sinincolens ingår i släktet Cirratulus och familjen Cirratulidae. Inga underarter finns listade i Catalogue of Life.